# Wilhelm Zacharias Cramer
Wilhelm Zacharias Cramer, latinisiert: Wilhelmus Zacharias Cramerus, (* 22. September 1696 in Leipzig; † 1772) war ein deutscher Jurist. Er war Beisitzer der Juristenfakultät der Universität Leipzig und Rittergutsbesitzer.

## Leben
Cramer ging nach dem Schulbesuch zum Studium der Rechtswissenschaften ab 1712 an die Universität Leipzig und besuchte einige Zeit auch die Universität Wittenberg. Im Leipzig wurde er im Jahre 1720 zum Doktor beider Rechte promoviert. 1723 lebte er in Leipzig am Neumarkt in dem Rinischen Hause.
Als Erb-, Lehn- und Gerichtsherr auf Zeulsdorf und Oberröppisch unweit von Gera verfügte er über einen ausreichenden finanziellen Grundstock, um am 5. August 1737 zusätzlich noch vom Advokaten Lic. Christian Gottlieb Rögner aus Zeitz mehrere Geld-, Getreide- und andere Erbzinsen in dem im Amt Weißenfels im Herzogtum Sachsen-Weißenfels gelegenen Dorf Taucha zu erwerben. Zu diesem Zeitpunkt hatte Cramer sich die reußische Residenzstadt Gera zu seinem Lebensmittelpunkt gewählt. Vier Jahre später verkaufte Wilhelm Zacharias Cramer diese Tauchaer Zinsen gewinnbringend weiter an den Oberstleutnant und Rittergutsbesitzer Ludwig Günther von Zangen auf Steckelberg. In Gera klagte er im Namen seiner Kinder gegen Graf Heinrich hXXV. Reuß jüngere Linie, dessen Landgericht und Jagdbedienstete vor dem Reichskammergericht klagen.
1746 wurde er Beisitzer der Juristenfakultät in Leipzig, nach dem er am 24. Mai 1742 an der dortigen Universität gemeinsam mit Johann Christoph Götzen seine zweite juristische Dissertation erfolgreich verteidigt hatte.

## Werke (Auswahl)
- Diss. inaug. iur. ad legem XXIX. Codicis de pactis, 1720 (Digitalisat).
- (mit Johann Christoph Götze): Diss. iur. de tortura, eiusque usu et effectibus, 1742 (Digitalisat)